# Nguyễn Ngọc Chiến
Anh hùng Nguyễn Ngọc Chiến (1953) Dũng sĩ diệt máy bay Mỹ ngụy, Anh hùng lực lượng vũ trang nhân dân.

## Tiểu sử
Anh hùng Nguyễn Ngọc Chiến sinh năm 1953, quê ở Sông Lô tỉnh Vĩnh Phúc.

## Binh nghiệp - Thành tích
- Tháng 8 năm 1971 nhập ngũ huấn luyện tại Binh chủng tên lửa.
- Năm 1972, ông cùng đồng đội thuộc Đại đội 3, Tiểu đoàn 172 (hiện nay Tiểu đoàn 172 thuộc Trung đoàn 64, Sư đoàn 361, Quân chủng Phòng không-Không quân) vượt Trường Sơn hành quân vào chiến trường miền Đông Nam Bộ.
- Sáng 9-4-1974, Tiểu đội 3, Đại đội 3 được lệnh cơ động ra chốt chặn tại kênh Long An (tỉnh Long An) để tiêu diệt máy bay địch dự kiến tiếp tế tại đây trong 3 ngày, Nguyễn Ngọc Chiến bắn rơi 4 chiếc máy bay Mỹ các loại, đầu tiên là 1 chiếc máy bay vận tải C-47, 1 chiếc khác là AC-130.
-Đầu tháng 2-1975, anh chiến đấu ở địa bàn Mộc Hóa (tỉnh Long An). Trong 3 phút với 2 tên lửa, anh bắn rơi 1 chiếc trực thăng CH-54 và 1 chiếc trực thăng UH-1A
- Như vậy, từ năm 1972 đến năm 1975 đồng chí Nguyễn Ngọc Chiến đã lập nhiều chiến công xuất sắc từ ngày là chiến sĩ thuộc Tiểu đoàn 172, Đoàn 77 - miền Đông Nam Bộ. Sử dụng tên lửa vác vai A72, ông đã phóng 11 tên lửa bắn rơi 6 chiếc máy bay của Mỹ.
- Ông đã được Nhà nước tặng thưởng 3 Huân chương Chiến công giải phóng, 6 danh hiệu Dũng sĩ diệt máy bay Mỹ, cùng nhiều phần thưởng cao quý khác.

## Vinh danh - Khen thưởng
Chủ tịch nước truy tặng danh hiệu Anh hùng lực lượng vũ trang nhân dân (2018)
3 Huân chương Chiến công giải phóng
6 Danh hiệu Dũng sĩ - diệt máy bay Mỹ ngụy
Nhiều bằng khen giấy khen và phần thưởng cao quý khác

## Ghi Chú
Đồng đội A72 được nhà nước Phong tặng, Truy tặng Anh hùng LLVT Nhân Dân:
Anh hùng đại đội 3 tiểu đoàn 172
- Bùi Anh Tuấn
- Trần Văn Xuân
- Phan Kim Kỳ
- Hoàng Văn Quyết
- Nguyễn Ngọc Chiến
- Nguyễn Văn Thoa
- Nguyễn Quang Lộc

Anh hùng đại đội 4 tiểu đoàn 172
- Vũ Danh Tòng
- Nguyễn Văn Toản
- Trần Quang Thắng

## Liên kết
https://www.qdnd.vn/quoc-phong-an-ninh/xay-dung-quan-doi/nhung-nguoi-vo-nhung-anh-hung-597676
https://vannghesontay.com/en/news/Nhan-vat-Su-kien/Ten-lua-A72-Mui-ten-xanh-bi-mat-cua-PK-Viet-Nam-lap-ky-tich-diet-may-bay-My-Nguy-3076/